# Loïc Barrère
Pour les articles homonymes, voir Barrère.
Loïc Barrère est un scénariste, dramaturge et réalisateur français.

## Biographie
Après un bac scientifique obtenu au lycée Louis-le-Grand et le concours général de philosophie auquel le présente son professeur Alain Etchegoyen, il intègre l’ESCP Business School dont il sort diplômé en 1999, puis travaille comme expert économique et social auprès des salariés. 
Admis ensuite à la Fémis (département « Scénario », aux côtés de Marie Amachoukeli, Rebecca Zlotowski…), il est diplômé en 2007. Il écrit depuis lors pour le cinéma (avec des films sélectionnés aux festivals de Toronto, Sundance, Locarno... ou projetés dans des galeries à New-York, Paris, Melbourne), comme pour les séries et le spectacle vivant. 

## Filmographie

### Scénariste
- 2005 : Égaré, court-métrage de Basile Remaury[9]
- 2007 : Raymond, série TV d’animation de Romain Gadiou[10]
- 2008-2009 : Plus belle la vie, série TV[11],[12]
- 2014 : Petit Homme, court-métrage de Jean-Guillaume Sonnier[13],[14]
- 2017 : Kafou, moyen-métrage de Bruno Mourral, Gilbert Mirambeau et Jasmuel Andri[15]
- 2019 : Alphonse président, série TV de Nicolas Castro, co-scénariste Ludovic Abgrall[16]
- 2021 : Germinal, série TV, création de Julien Lilti, réalisation de David Hourrègue[17],[18]
- 2023 : Bright Hours, court-métrage de Gerard & Kelly[19]
- 2023 : Carmen de Benjamin Millepied, co-scénariste Alexander Dinelaris Jr[20],[21],[22].
- 2024 : E for Eileen, court-métrage de Gerard & Kelly [23],[24]
- 2024 : Kidnapping Inc. de Bruno Mourral, scénaristes Gilbert Mirambeau et Jasmuel Andri[25],[26]

### Dramaturge
- 2023 : Unstill Life de Benjamin Millepied et Alexandre Tharaud[27]
- 2025 : Grace de Benjamin Millepied sur des musiques de Jeff Buckley[28]

### Réalisateur
- 2007 : All about Yvonne, court-métrage coréalisé avec Karine Arlot[29]
- 2009 : La lune jetée à l’eau, scénario d’Ada Loueilh[30] (film de fin d'études)[31]

## Autres travaux d'écritures
- 2008 : Le Petit Criminel (avec Jacques Doillon, Chloé Mary, Nathalie Hubert and Eva Almassy), L'Ecole des loisirs[32]
- 2019 : Les Adresses, expérience de cinéma sans images[33], œuvre électro-acoustique créée avec le compositeur Rémi Bricout dans le cadre du programme de recherche doctorale du Laboratoire SACRe regroupant l'ENS et les grandes écoles d’arts de Paris : CNSMDP, ENSAD, ENSBA, la Fémis, CNSAD.

## Distinctions
- 2014 : Médaille d’honneur de la SACD à titre collectif pour les auteurs de la série Plus belle la vie[34]